# 日和山 (石巻市)
日和山（ひよりやま）は、宮城県石巻市の旧北上川河口の西側にある山である。標高は56メートル。石巻市街地や太平洋、牡鹿半島、松島を見晴らせる好展望地である。山頂には鹿島御児神社が鎮座し、また山の一部は日和山公園として桜の名所でもある。

## 歴史
1983年（昭和58年）に行われた発掘調査によって、石巻城の遺構であると思われる大規模な城郭が日和山にあったことが確認された。鎌倉時代に源頼朝の家人であった葛西清重が奥州合戦の恩賞として牡鹿郡を始めとする近隣の数カ所を受領し、日和山に石巻城を築いたとされる。葛西氏とその所領は天正18年（1590年）に豊臣秀吉に滅ぼされるまで維持された。
江戸時代に書かれた地誌によれば、山の名は石巻から商船が出航する前に、この山に登って天候を観察したことからついたという。参詣のため、風景を眺めるために登る人が多かった。元禄2年5月10日（グレゴリオ暦1689年6月26日）には松尾芭蕉が訪れ、同行の弟子河合曾良が眺望を日記に記した（『おくのほそ道』）。現在、山上に芭蕉と曽良の像がある。
現在は山の一部が日和山公園として整備されている。日和山から日和大橋越しに見る旧北上川河口と太平洋、内海五郎兵衛が私財を投じて架けた内海橋と旧北上川の中洲である中瀬の風景は、石巻の象徴的な景色である。2011年（平成23年）3月11日に発生した東北地方太平洋沖地震（東日本大震災）の際は、眼下の市街地の広範囲が津波により被害を受けたが、多くの市民がこの山に登って避難した。

## 鹿島御児神社
山頂に平安時代に遡る鹿島御児神社が鎮座する。この神社には高さ約6メートルの大きな鳥居があり、鳥居越しに海を臨める佳境でもある。大鳥居は1935年（昭和10年）に建立されたものだったが、地震の影響や老朽化により、2021年（令和3年）5月に解体された。しかし、この鳥居は石巻の象徴的存在であるとして再建を望む声が挙がり、日本全国の支援を受けて同年12月に再建された。